# The front line covers
The front line covers es un álbum de remezclas del grupo japonés de producción de música electrónica, I've Sound, en el cual se versionan algunas canciones de los primeros recopilatorios de la sereie "Girls compilation", que entonces estaban cantadas por vocalistas que ya no forman parte de la agrupación. En este disco dichas canciones fueron remezcladas y cantadas por las actuales cantantes del grupo, es decir: KOTOKO, Mami Kawada, Eiko Shimamiya, MELL y Kaori Utatsuki.
El disco se publicó el 28 de diciembre de 2008 en el Comic market (Comicket) de invierno de ese año, pero luego fue lanzado comercialmente el 10 de marzo del año siguiente.

## Canciones
1. Mami Kawada: Ride (The front line covers version)
Composición y arreglos: Kazuya Takase
Originalmente cantada por: AKI
2. Eiko Shimamiya: Drowning (The front line covers version)
Letra: KOTOKO
Composición: Kazuya Takase
Arreglos: Maiko Iuchi
Originalmente cantada por: MOMO
3. KOTOKO: Kisetsu no shizuku (季節の雫) (The front line covers version)
Composición: Kazuya Takase
Arreglos: Tomoyuki Nakazawa
Originalmente cantada por: R.I.E.
4. Mami Kawada: Days of promise (The front line covers version)
Letra: Sayumi
Composición: Kazuya Takase
Arreglos: CG Mix
Originalmente cantada por: SHIHO
5. Kaori Utatsuki: Soyokaze no yukue (そよ風の行方) (The front line covers version)
Composición: Kazuya Takase
Arreglos: Maiko Iuchi
Originalmente cantada por: AKI
6. Mami Kawada: Birthday eve (The front line covers version)
Letra: Masaki Motonaga
Composición: Kazuya Takase
Arreglos: CG Mix
Originalmente cantada por: SHIHO
7. Eiko Shimamiya: I will (The front line covers version)
Letra: Die*Juno
Composición: Tomoyuki Nakazawa
Arreglos: CG Mix
Originalmente cantada por: Mary
8. MELL: Two face (The front line covers version)
Letra: Kazuya Takase y Tomoyuki Nakazawa
Composición: Kazuya Takase
Arreglos: Kazuya Takase y Tomoyuki Nakazawa
Originalmente cantada por: AKI
9. Kaori Utatsuki: One small day (The front line covers version)
Composición y arreglos: Kazuya Takase
Originalmente cantada por: AKI
10. KOTOKO: Belvedia (The front line covers version)
Letra: Sayumi
Composición y arreglos: Kazuya Takase
Originalmente cantada por: SHIHO
11. MELL: Disintegration (The front line covers version)
Letra: Ben
Composición: Kazuya Takase
Arreglos: SINE6
Originalmente cantada por: Lia
12. Kaori Utatsuki
Composición: Kazuya Takase
Arreglos: Tomoyuki Nakazawa
Originalmente cantado por: MIKI